# Seznam rekordů tropických cyklón
Toto je seznam rekordních hodnot, naměřených či spočítaných pro tropické cyklóny.
| Barevné schéma použité v tabulce: |
| --------------------------------- |
| Hydrologické rekordy              |
| Rekordní následky                 |
| Rekordní síla / intenzita         |
| Rekordní doba trvání              |
| Rekordní rozměry                  |
| Rekordní rychlost                 |
| Jiné rekordy                      |

| Charakteristika                                                        | Rekord                                                                                 | Datum                            | Místo                                                                   | Reference     |
| ---------------------------------------------------------------------- | -------------------------------------------------------------------------------------- | -------------------------------- | ----------------------------------------------------------------------- | ------------- |
| Nejvyšší celkový úhrn srážek                                           | 6 083 mm                                                                               | 14. – 28. leden 1980             | cyklón Hyacinthe, ostrov Réunion, Indický oceán                         | [ 2 ]         |
| Nejvyšší bouřlivý příliv                                               | 14,5 m                                                                                 | 5. březen 1899                   | cyklón Mahina, Bathurst Bay, Queensland, Austrálie                      | [ 3 ]         |
| Nejvyšší potvrzená výška vlny                                          | 30 m                                                                                   | 11. září 1995                    | hurikán Luis, loď Queen Elizabeth 2 v severním Atlantiku                | [ 4 ]         |
| Nejvyšší škody                                                         | 125 miliard dolarů (přepočteno na hodnotu dolaru v roce 2017)                          | srpen 2005 a srpen 2017          | hurikán Katrina a hurikán Harvey, severní pobřeží Mexického zálivu, USA | [ 5 ]         |
| Sezóna s nejvyššími celkovými škodami                                  | více než 282 miliard dolarů (2017 USD) jako důsledek Atlantické hurikánové sezóny 2017 | 19. srpen – 9. listopad 2017     | severní Atlantik                                                        | [ 6 ]         |
| Nejvíce mrtvých                                                        | více než 500 000                                                                       | listopad 1970                    | cyklón Bhola ve Východním Pákistánu (dnešní Bangladéš)                  | [ 7 ] [ 8 ]   |
| Nejvíce vyvolaných tornád                                              | 120 potvrzených tornád                                                                 | 15. – 18. září 2004              | hurikán Ivan na jihu a východě USA                                      | [ 9 ]         |
| Nejsilnější nárazy větru                                               | 410 km/h                                                                               | 10. duben 1996                   | cyklón Olivia, Barrow Island, Západní Austrálie                         | [ 10 ]        |
| Nejvyšší index akumulované energie                                     | 82                                                                                     | 20. srpen – 7. září 2006         | hurikán/tajfun Ioke v severovýchodním a severozápadním Pacifiku         | [ 11 ]        |
| Nejvyšší souhrnný index akumulované energie za sezónu                  | 600 (odhadováno) během Pacifické tajfunové sezóny 1965                                 | 16. leden – 21. prosinec 1965    | severozápadní Pacifik                                                   | [ 12 ]        |
| Nejilnější přetrvávající větry (1-min průměr)                          | 345 km/h                                                                               | 23. říjen 2015                   | hurikán Patricia v severovýchodním Pacifiku                             | [ 13 ]        |
| Nejsilnější přetrvávající větry (10-min průměr)                        | 280 km/h                                                                               | 20. únor 2016                    | tropická cyklóna Winston v jižním Pacifiku                              | [ 14 ]        |
| Nejnižší atmosférický tlak                                             | 870 mbar                                                                               | 12. říjen 1979                   | tajfun Tip, západní Pacifik                                             | [ 15 ] [ 16 ] |
| Nejsilnější přetrvávající větry při vstupu nad pevninu (1-min průměr)  | 310 km/h                                                                               | 7. listopad 2013 13. září 2016   | tajfun Haiyan, ostrov Samar, Filipíny tajfun Meranti, Itbayat, Filipíny | [ 17 ]        |
| Nejsilnější přetrvávající větry při vstupu nad pevninu (10-min průměr) | 280 km/h                                                                               | 20. únor 2016                    | tropická cyklóna Winston, Viti Levu, Fidži                              | [ 14 ]        |
| Nejnižší tlak při vstupu na pevninu                                    | 884 mbar                                                                               | 20. únor 2016                    | tropická cyklóna Winston, Viti Levu, Fidži                              | [ 14 ]        |
| Nejdéle trvající tropická cyklóna                                      | 31 dní                                                                                 | 11. srpen – 10. září 1994        | hurikán/tajfun John v severovýchodním a severozápadním Pacifiku         | [ 18 ] [ 19 ] |
| Nejdelší trasa tropické cyklóny                                        | 13 280 km                                                                              | 11. srpen – 10. září 1994        | hurikán/tajfun John v severovýchodním a severozápadním Pacifiku         | [ 19 ] [ 20 ] |
| Nejdelší trasa tropické cyklóny                                        | 13 500 km                                                                              | 21. listopad – 10. prosinec 1960 | tajfun Ophelia v západním a severozápadním Pacifiku                     | [ 21 ]        |
| Nejdelší nepřetržitá doba v kategorii 4 a výše                         | 8,25 dne (nepřetržitě)                                                                 | 24. srpen – 2. září 2006         | hurikán/tajfun Ioke v severozápadním a severovýchodním Pacifiku         | [ 22 ]        |
| Nejdelší nepřetržitá doba v kategorii 5                                | 5,50 dne (nepřetržitě)                                                                 | 9. září – 14. září 1961          | tajfun Nancy v severozápadním Pacifiku                                  | [ 23 ]        |
| Největší tropická cyklóna (dosah větrů)                                | větry o síle vichřice (65 km/h) zaznamenány až 1 086 km od centra                      | 12. říjen 1979                   | tajfun Tip v západním Pacifiku                                          | [ 15 ] [ 24 ] |
| Nejmenší tropická cyklóna (dosah větrů)                                | větry o síle víchřice (65 km/h) zaznamenány pouze 18,5 km od centra                    | 7. říjen 2008                    | tropická bouře Marco, Campechský záliv u východního pobřeží Mexika      | [ 25 ]        |
| Největší oko                                                           | 370 km                                                                                 | 20. srpen 1960 17. srpen 1997    | tajfun Carmen a tajfun Winnie v severozápadním Pacifiku                 | [ 26 ] [ 27 ] |
| Nejmenší oko                                                           | 3,7 km                                                                                 | 19. října 2005                   | hurikán Wilma v Karibském moři                                          | [ 28 ]        |
| Nejrychlejší intenzifikace (přetrvávající větry, 1-min průměr)         | 54 m/s (195 km/h), z 38 m/s (135 km/h) na 91,6 m/s (330 km/h) během 24 hodin           | 22. – 23. října 2015             | hurikán Patricia v severovýchodním Pacifiku                             | [ 13 ]        |
| Nejrychlejší intenzifikace (atmosférický tlak)                         | 100 mbar, z 976 mbar na 876 mbar během 24 hodin                                        | 22. – 23. září 1983              | tajfun Forrest v severozápadním Pacifiku                                | [ 29 ]        |
| Nejrychlejší mořské proudění vyvolané tropickou cyklónou               | 2, 25 m/s (10 km/h)                                                                    | 16. září 2004                    | hurikán Ivan v severním Atlantiku                                       | [ 30 ] [ 31 ] |
| Nejvyšší rychlost vzestupného proudění vzduchu v tropické cyklóně      | 27,4 m/s (100 km/h)                                                                    | 23. října 2015                   | hurikán Patricia v severovýchodním Pacifiku                             | [ 32 ]        |
| Nejvyšší rychlost postupu                                              | 31,18 m/s (110 km/h)                                                                   | 15. září 1961                    | tropická bouře #6 v severním Atlantiku                                  | [ 33 ]        |
| Nejmenší vzdálenost od rovníku                                         | 1,4° severně                                                                           | 26. srpen 2001                   | tropická bouře Vamei v Jihočínském moři                                 | [ 34 ]        |
| Nejtěžší přemístěný přírodní objekt                                    | 177 t                                                                                  | 8. listopad 2013                 | tajfun Haiyan na ostrově Samar, Filipíny                                | [ 35 ]        |
| Nejvyšší počet tropických bouří za sezónu                              | 39 oficiálních a 1 neoficiální tropická bouře během Pacifické tajfunové sezóny 1964    | 12. květen – 17. prosinec 1964   | severozápadní Pacifik                                                   | [ 36 ]        |
| Nejvyšší teplota v oku                                                 | 34 °C ve výšce s tlakem 700 hPa                                                        | 19. srpen 1979                   | tajfun Judy v severozápadním Pacifiku                                   | [ 37 ]        |